# Stefan Olek
Stefan Olek (* 15. Januar 1920 in Polen; † 21. Januar 1991) war ein französischer Boxer. 

## Werdegang
Stefan Olek war der Sohn polnischer Emigranten in Frankreich, die aus den von der Sowjetunion annektierten ostpolnischen Gebieten stammten. Er war als junger Mann auf einem Bauernhof in Nordfrankreich tätig, den seine Eltern führten. Bereits als Jugendlicher befasste er sich mit dem Boxen und hatte, als er 1942 Berufsboxer wurde, schon eine ansehnliche Laufbahn als Amateurboxer hinter sich.
Aus diesem Grunde konnte er schon in seinem 2. Kampf in Antwerpen, den ersten Kampf hatte er am 20. November 1942 in Brüssel gegen Jean Burton aus Belgien, durch K. o. in der 1. Runde gewonnen, gegen den belgischen Ex-Europameister Karel Sys aus Belgien antreten. Er zog sich in diesem Kampf gut aus der Affaire und unterlag nur nach Punkten. Wegen des Zweiten Weltkrieges konnte er seine Karriere erst 1946 fortsetzen. Nach wenigen Kämpfen traf er am 1. November 1946 in Stockholm auf den schwedischen Ex-Europameister Olle Tandberg. Stefan Olek wog nur 85 kg, während Tandberg fast 100 kg auf die Waage brachte. Trotzdem kam er ohne größere Probleme über die Kampfdistanz von 10 Runden und unterlag nur nach Punkten.
Am 17. März 1947 bekam Stefan Olek die Chance in Manchester gegen Bruce Woodcock aus England um den vakanten Europameister-Titel im Schwergewicht zu kämpfen. Dieser Kampf ging über die volle Distanz von 15 Runden und wurde von Bruce Woodcock gewonnen. Im Jahr 1947 gewann Stefan Olek dann noch fünf Kämpfe und unterlag nur gegen solch hochkarätige Gegner wie Joe Weidin (Josef Weidinger) aus Österreich und den britischen Ex-Weltmeister im Halbschwergewicht Freddie Mills nach Punkten.
In einer von der Europäischen Box-Union Ende 1947 herausgegebenen Rangliste rangierte Stefan Olek in Europa hinter Bruce Woodcock, Olle Tandberg und Josef Weidinger an 4. Stelle. Hinter ihm folgten die Italiener Martin, Bertola u. de Paolis und der Belgier Eugene Robert.
Am 12. Januar 1948 gewann Stefan Olek im Palais des Sports in Paris die französische Meisterschaft durch einen K.-o.-Sieg in der 1. Runde über Georges Martin. Diesen Titel behielt er bis zum Ende seiner Laufbahn. Auch in der Folgezeit stellte er sich furchtlos den schwersten Gegnern. Am 3. Juni 1950 boxte er noch einmal um die Europameisterschaft im Schwergewicht. In Wien unterlag er dabei gegen Josef Weidinger über 15 Runden nach Punkten. 
Weitere Niederlagen musste er in den Jahren 1949 bis 1952 von den Briten Johnny Williams, Jack Bell und Jack Gardner und den Deutschen Wilson Kohlbrecher und Gerhard Hecht einstecken. Siege gelangen ihm u. a. am 3. Juni 1950 in einem Nicht-Titelkampf in Paris gegen Josef Weidinger und am 4. April 1952 über den Deutschen Willi Höpner, den er sensationellerweise in der 9. Runde k. o. schlug. Seine Karriere beendete Stefan Olek ebenfalls mit einem Sieg, als er am 13. November 1952 in Gent über den belgischen Meister Georges Rogiers nach Punkten gewann.